# Diecezja Sincelejo
Diecezja Sincelejo (łac. Dioecesis Sinceleiensis, hisz. Diócesis de Sincelejo) – rzymskokatolicka diecezja w Kolumbii. Jest sufraganią archidiecezji Cartagena.

## Historia
25 kwietnia 1969 roku papież Paweł VI bullą Ad Ecclesiam Christi erygował diecezję Sincelejo. Dotychczas wierni z tych terenów należeli do archidiecezji Cartagena.

Mapa diecezji

## Ordynariusze
- Félix María Torres Parra (1969 - 1980)
- Héctor Jaramillo Duque SDB (1981 - 1990)
- Nel Hedye Beltrán Santamaria (1992 - 2014)
- José Crispiano Clavijo Méndez (od 2015)